# Barón Ventry
Barón Ventry, perteneciente a la ciudad de Ventry en el Condado de Kerry, es un título nobiliario de Irlanda. Fue creado el 2 de agosto de 1800 para Sir Thomas Mullins, el primer Barón. Para él ya se había creado una Baronet, de Burnham también en el condado de Kerry, en la Baronetage de Irlanda en el año 1797.
La familia Mullins se decía descendiente de la familia de los normandos «De Moleyns». El primer nieto del Barón, el tercer Barón (quien sucedió a su tío), retomó el nombre de la antigua familia de De Moleyns por licencia real en el año 1841. Su hijo, el cuarto Barón, se sentó en la Cámara de los Lores como representante irlandés desde 1871 a 1914. Lord Ventry también asumió el apellido adicional «Eveleigh», que pertenecía a un antepasado anterior. Su hijo menor, el sexto Barón, se casó con Evelyn Muriel Stuart Daubeny. A partir de 2014, los títulos están en manos de su nieto, el octavo Barón, que sucedió a su tío en 1987. En el año 1966 asumió por encuesta el apellido de Daubeney de Moleyns.
El asiento oficial de la familia era Burnham House, cerca de Dingle, en el Condado de Kerry.

## Barones Ventry
- Thomas Mullins, 1º Barón Ventry (1736–1824)
- William Townsend Mullins, 2º Barón Ventry (1761–1827)
- Thomas Townsend Aremberg de Moleyns, 3º Barón Ventry (1786–1868)
- Dayrolles Blakeney Eveleigh-de-Moleyns, 4º Barón Ventry (1828–1914)
- Frederick Rossmore Wauchope Eveleigh-de-Moleyns, 5º Barón Ventry (1861–1923)
- Arthur William Eveleigh-de-Moleyns, 6º Barón Ventry (1864–1936)
- Arthur Frederick Daubeney Olav Eveleigh-de-Moleyns, 7º Barón Ventry (1898–1987)
- Andrew Harold Wesley Daubeney de Moleyns, 8º Barón Ventry (1943)

El heredero natural es el único hijo del actual titular, el Honorable Francis Wesley Daubeney de Moleyns (nacido en 1965).